# Nectopsyche aureofasciata
Nectopsyche aureofasciata är en nattsländeart som beskrevs av Oliver S. Flint Jr. 1981. Nectopsyche aureofasciata ingår i släktet Nectopsyche och familjen långhornssländor. Inga underarter finns listade i Catalogue of Life.